# Hecalus bahrabiad
Hecalus bahrabiad är en insektsart som beskrevs av Rauno E. Linnavuori 1975. Hecalus bahrabiad ingår i släktet Hecalus och familjen dvärgstritar. Inga underarter finns listade i Catalogue of Life.